# Копиловиће
Копиловиће је насеље у општини Зубин Поток на Косову и Метохији. Атар насеља се налази на територији катастарске општине Међеђи Поток. Историјски и географски припада Ибарском Колашину. Насеље је на јужним обронцима Рогозне. Налази се у изворишту Јошаничког потока где се јавља веће проширење у виду благих страна и заравни на њима. На основу историјских трагова, као што је гробље на Чукари, закључује се да је доста старо насеље.

## Демографија
Насеље има српску етничку већину.
Број становника на пописима:
(број становника до пописа 1991. године је урачунат у број становника Међеђег Потока чији су Копиловићи били заселак )
- попис становништва 1948. године: -
- попис становништва 1953. године: -
- попис становништва 1961. године: -
- попис становништва 1971. године: -
- попис становништва 1981. године: -
- попис становништва 1991. године: 61